# Partit Comunista del Nepal (Mashal)
El Partit Comunista del Nepal (Mashal) fou un partit comunista del Nepal, format per una escissió del Partit Comunista del Nepal (Masal) dirigida per Mohan Vaidya, àlies Kiran.
El partit va iniciar una revolta armada el 1986 que va fracassar. Mohan Vaidya i altres van ser destituïts i el 1990 va arribar a la direcció Puxpa Kamal Dahal i es va unir a la facció del Partit Comunista del Nepal (Masal-COC). El 1991 Mashal es va unir al Partit Comunista del Nepal (IV Congrés) i es va formar el Partit Comunista del Nepal (Centre d'Unitat).